# Agapornis
Agapornis là một chi chim trong họ Psittacidae.
Tên chi có nghĩa là chim tình yêu. Chi này có 9 loài.

## Hình ảnh

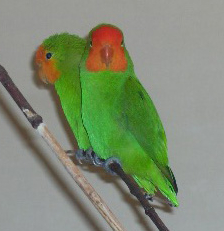
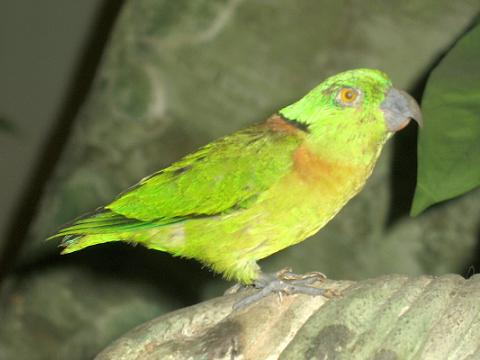
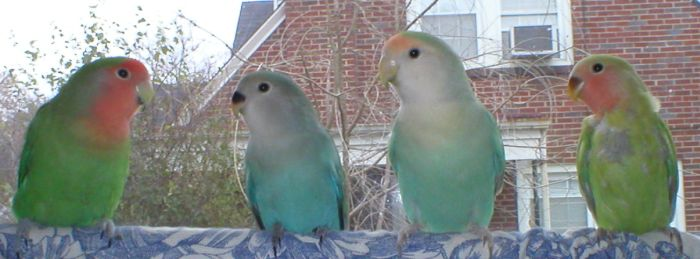
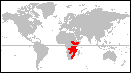
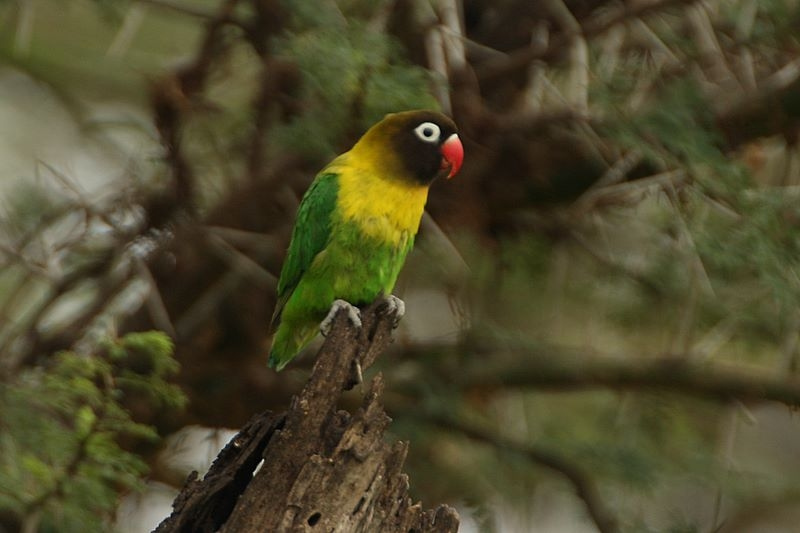